# 2012 en rugby à XIII
| Années du rugby à XIII : 2009 - 2010 - 2011 - 2012 - 2013 - 2014 - 2015    |
| Décennies du rugby à XIII : 1980 - 1990 - 2000 - 2010 - 2020 - 2030 - 2040 |

Cet article présente les faits marquants de l'année 2012 en rugby à XIII.

## Principales compétitions
- Championnat de France (du 24 septembre 2011 au 13 mai 2012)
- National Rugby League (du 1er mars au 30 septembre 2012)
- State of Origin (du 23 mai au 4 juillet 2012)
- Super League (du 3 février au 6 octobre 2012)
- Coupe d'Angleterre (du 4 février au 25 août 2012)
- Tournoi des Quatre Nations (Pas de tournoi en 2012 pour cause de Coupe du monde en 2013)
- Tournoi européen des nations (du ?? ???? au ? ???? 2012)

## Événements

### Février
- 17 février : Leeds Rhinos remporte le World Club Challenge en battant à domicile Manly Sea Eagles par la marque de 26 à 12.

### Avril
- 20 avril : ANZAC Test au Eden Park d'Auckland, victoire de l'Australie 20-12 face à la Nouvelle-Zélande

### Mai
- 12 mai : en finale du Championnat de France d'Élite 1, Carcassonne, deuxième du classement à l'issue de la saison régulière, bat Pia, premier, sur le score de 26-20.
- 20 mai : une semaine après sa victoire en Élite 1, Carcassonne complète le doublé en remportant la Coupe de France, face à Pia sur le score de 14 à 12.
- 23 mai : premier match de la série State of Origin 2012 à Melbourne et victoire de  Queensland 18-10 contre la Nouvelle-Galles du Sud.

## Principaux décès
- 26 mars : décès à 83 ans de Gérard Dautant, joueur de rugby à XIII international français;
- 28 mars : décès à 82 ans de Jean Aubert, joueur de rugby à XIII international français;
- 14 avril : décès à 76 ans d'Alain Perducat, joueur de rugby à XIII international français;